# Иванов, Олег Валентинович
Олег Валентинович Иванов (род. 29 сентября 1962 года, дер. Першутино Клинского района Московской области) — российский учёный, эксперт, аналитик в области культуры и креативных индустрий, один из разработчиков Основ и Стратегии государственной культурной политики. Кандидат физико-математических наук. С октября 2018 г. возглавляет Центр исследований культурной среды философского факультета МГУ им. М.В. Ломоносова. С марта 2020 г. заведует кафедрой продюсерства исполнительских искусств в РАМ имени Гнесиных. С февраля 2022 г. руководит исследованиями в Институте кино факультета креативных индустрий НИУ ВШЭ.

## Биография
С 1969 по 1978 год учился в средней школе № 3 города Реутов. По результатам олимпиад в 1978 году прошёл конкурс в физико-математическую школу-интернат № 18 имени А. Н. Колмогорова при МГУ (ныне — СУНЦ МГУ), которую окончил в 1979 году. В том же году поступил на механико-математический факультет Московского государственного университета имени М. В. Ломоносова. Специализировался по кафедре теории вероятностей и математической статистики.
В 1984 году окончил МГУ по специальности «математика».
C 1984 по 1988 год — заведующий отделом, затем — заместитель секретаря комитета ВЛКСМ МГУ.
с 1988 по 1991 год обучался в очной аспирантуре механико-математического факультета МГУ.
Кандидат физико-математических наук (1992), научный руководитель профессор К. А. Рыбников.
С 1991 по 1998 год — ассистент, а затем — младший научный сотрудник кафедры математической статистики механико-математического факультета МГУ.
С 1995 по 2001 год — генеральный директор аудиторской фирмы «Универс-Аудит».
С 2001 по 2006 год — заведующий кафедрой социальной информатики социологического факультета МГУ имени М. В. Ломоносова.
С 2006 по 2013 год — руководитель исследовательского проекта в области кино Movie Research, генеральный директор MRC (ООО «ЭмЭрСи»).
C 2012 по 2016 год — доцент факультета глобальных процессов МГУ имени М. В. Ломоносова.
С 2013 по 2015 год — генеральный директор экспертно-исследовательской организации «КиноЭкспертиза».
С 2015 по 2016 год — Первый заместитель Председателя Союза кинематографистов России.
С 2016 по 2018 год — Генеральный директор ФГБУК «Роскультпроект» — Проектного офиса Министерства культуры РФ.
С 2018 года — Руководитель Центра исследований культурной среды Философского факультета МГУ им. М. В. Ломоносова, руководитель исследований в Лаборатории будущего театра ГИТИС, эксперт АНО «Лаборатория стратегических решений».
С 2020 года — заведует кафедрой продюсерства исполнительских искусств РАМ имени Гнесиных.
С 2022 года — эксперт Института кино на факультете креативных индустрий НИУ ВШЭ.

## Преподавательская деятельность
Занимается преподавательской деятельностью с момента окончания механико-математического факультета МГУ имени М. В. Ломоносова. Преподавал математику и прикладную статистику на факультете психологии, на социологическом факультете, факультетах мировой политики и глобальных процессов, вел учебные курсы по программам MBA на факультете дополнительного образования МГУ.
Подготовил авторские курсы по высшей математике, статистике и количественным методам исследований для студентов гуманитарных факультетов. В 2008 и 2009 гг. преподавал курс «Экономика культуры» на продюсерском факультете ВГИК'а им. С. А. Герасимова.
С 2015 года преподаёт в Академии кинематографического и театрального искусства Никиты Михалкова.
С 2016 по 2020 г. преподавал в качестве доцента в Российской академии народного хозяйства и государственной службы при Президенте РФ на факультете дизайна (курсы «Стратегический менеджмент», «Управление проектами», «Методика выполнения выпускной квалификационной работы»).
В 2019 г. совместно с Иваном Карпушкиным разработал образовательную программу "Меганомика" для Арт-кластера "Таврида", и провел два заезда. В 2023 г. продолжил работу по проекту.
С марта 2020 г. является доцентом кафедры продюсерства исполнительских искусств РАМ имени Гнесиных, преподает курсы «Стратегический менеджмент», «Основы государственной культурной политики», «Методы исследований для продюсеров», «Математика для продюсеров и менеджеров».

## Область научных интересов
Стратегический анализ и прогнозирование, управление изменениями, управление проектами, прикладная статистика, статистика культуры и креативных индустрий, методы исследований в социальных науках, глобальные индексы стран мира, теория креативно-инновационных пространств, технокультурология.

## Предпринимательская и общественная деятельность
Занимался предпринимательской деятельностью в области аудита и стратегического консалтинга. Совладелец аудиторской фирмы «Универс-Аудит» (1996—2006), компании «Универс-Консалтинг» (2002—2014), исследовательской компании Romir Movie Research (2012—2015).
Эксперт государственных органов по вопросам государственной политики и развития отечественной кинематографии.
С 2012 по 2021 год — член Экспертного совета Фонда социальной и экономической поддержки отечественной кинематографии.
С 2014 по 2021 год — член Экспертного совета по авторскому и экспериментальному кино Минкультуры России.
В 2014 году в составе редакционной группы участвовал в разработке Основ государственной культурной политики и текста Доклада о государственной культурной политике для совместного заседания Государственного совета и Совета при Президенте по культуре и искусству, состоявшегося 24 декабря 2014 года. За эту работу получил благодарность Руководителя Администрации Президента РФ С. Б. Иванова.
В 2018 году выступил одним из инициаторов Национальной культурной инициативы, которая была публично представлена на Парламентских слушаниях в Совете Федерации в апреле 2018 г. и начала реализовываться в качестве пилотного проекта в нескольких субъектах.
С сентября 2020 г. является членом Координационного совета при Общественной палате Российской Федерации по национальным проектам и народосбережению.
В 2020-2022 гг. совместно с Ольгой Чистяковой разработал новую редакцию модельных законов "О государственной поддержке кинематографии" и "О театре и театральной деятельности", которые были утверждены 22 октября 2022 г. на заседании Межпарламентской Ассамблеи государств - участников СНГ.
С 2022 г. совместно с Петром Чиряевым реализует проект кинофикации небольших населенных пунктов "Экстра Синема". Является соизобретателем отечественного кинопроектора и соответствующей технологии, которая получила поддержку главы государства.

## Научные труды

### Диссертация
- Из истории теории симметрических функций и её связей с другими областями математики. М., 1991. — 128 с.[6]

### Монографии
- И. С. Карпушкин, О. В. Иванов. Ресурсы и ценности: Методология прорыва. — М. : Издательские решения, 2019. — 228 с. ISBN 978-5-0050-0409-3
- И. С. Карпушкин, О. В. Иванов. Креативно-инновационные пространства: теоретические основы. – М.: ЛитРес: Самиздат, 2019. — 61 с. ISBN 978-5-5321-1012-0.
- А. В. Милёхин, О. В. Иванов. Индексы глобального мира. – М.: ФГБУН ИСПИ РАН, 2017. — 341 с. ISBN 978-5-7556-0599-1.

### Учебные пособия
- Иванов О. В. Прикладная статистика: Учебный курс для студентов. — Издательско-торговый дом "Этногенез" Москва, 2013. — 406 с.
- Иванов О. В., Голутва А. А. Профессия – продюсер кино и телевидения. Практические подходы: учебник для студентов вузов, обучающихся по специальности Продюсерство кино и телевидения и другим кинематографическим специальностям. — ЮНИТИ/ДАНА Москва, 2010.
- Иванов О. В. Статистика: Учебный курс для социологов и менеджеров. Часть 1. Описательная статистика. Теоретико-вероятностные основания для статистического вывода. — Москва, 2005.
- Иванов О. В. Статистика: Учебный курс для социологов и менеджеров. Часть 2. Доверительные интервалы. Проверка гипотез. Методы и их применение. — МГУ Москва, 2005.

### Статьи
- Заславский Г. А., Иванов О. В., Карпушкин И. С. Репертуар независимых театров в России: многообразие видов и творческий поиск. Театр. Живопись. Кино. Музыка. — 2020. — № 4. — С. 133–150.
- Заславский Г. А., Иванов О. В., Чернов А. Г. Перепись российских театров: исследовательский подход и основные результаты // Театр. Живопись. Кино. Музыка. — 2018. — № 3. — С. 131–151.
- Иванов О. В., Астахова Н. В., Иванов Д. О. Прокатные категории фильмов в России: Опыт статистического анализа // Вестник ВГИК. — 2015. — № 1(23). — С. 112—127.
- Иванов О. В. Взаимодействие государства, бизнеса и общественных организаций в преодолении кризисных явлений  // Сб. статей "Российский кинобизнес: современность и перспективы. Материалы научно-практической конференции 3 декабря 2009". — ВГИК Москва, 2011.
- Иванов О. В., Карлюкова О. Профессиональные сообщества в России: количественный анализ // HR-портал. — 2007.
- Иванов О. В. Прогнозирование развития киноотрасли: анализ, инициативы, различные сценарии // Менеджер. Кино. — 2006. — № 12 (26).
- Иванов О. В. О стратегии развития киноотрасли // Менеджер. Кино. — 2006. — № 10 (24).
- Иванов О. В. Стратегия развития киноотрасли: переход от быстрого роста к постепенному насыщению рынка // Менеджер. Кино. — 2006. — № 9 (23).
- Иванов О. В., Галкина Н. В. Мониторинг производственного бюджета // Менеджер. Кино. — 2006. — № 5 (19).
- Иванов О. В., Галкина Н. В. Бюджетирование кинопроекта: краткое руководство к действию // Менеджер. Кино. — 2006. — № 3 (17).
- Иванов О. В., Галкина Н. В. Кто пойдет в кино: прогнозирование поведения зрительской аудитории // Менеджер. Кино. — 2006. — № 2 (16).
- Иванов О. В. Эффективность инновационной деятельности // Сб. научных докладов конференции «Социология инноватики: теория и практика». — РГИИС Москва, 2005.
- Иванов, О. В. Информационная составляющая современных войн /  О. В. Иванов // Вестник МУ Сер.18. Социология и политология. – 2004. – N.4. – С.64-70.
- Иванов О. В. Информационная составляющая современных войн // Сборник научных докладов по материалам круглого стола «Современные войны». — МГУ Москва, 2004.
- Иванов О. В. Формирование теории симметрических функций // История и Методология Естественных Наук. — 1992. — № 37.

## Фильмография
- 2009 — Чёрная молния — лектор
- 2012 — Обратная сторона Луны — дипломат Тихонов
- 2012 — Клуши — Рудольф, друг Вадима
- 2014 — Новый старый дом — отец жениха
- 2014 — Мы с дедушкой — Хирург
- 2015 — Рожденная звездой (сериал) — Ректор консерватории
- 2016 — Завтрак у папы — Продюсер